# Stegastes beebei
Stegastes beebei е вид бодлоперка от семейство Pomacentridae. Видът е уязвим и сериозно застрашен от изчезване.

## Разпространение и местообитание
Разпространен е в Еквадор, Колумбия, Коста Рика и Панама.
Обитава крайбрежията и скалистите дъна на морета и рифове в райони с тропически климат. Среща се на дълбочина от 1 до 31,5 m, при температура на водата от 25,6 до 27,5 °C и соленост 33 – 33,8 ‰.

## Описание
На дължина достигат до 15 cm.